# Johann Witt (Politiker)
Johann Witt, auch John Witt genannt, (* 1. Januar 1833 in Hohenwestedt; † 18. März 1915 in Hamburg) war ein deutscher Kaufmann, Politiker und Abgeordneter der Hamburgischen Bürgerschaft.

## Leben
Witt ging 1852 nach Kalifornien und  war ab 1856 in Sansibar tätig. Ab 1859 war Witt Geschäftsführer des Hamburger Handelshauses O’Swald in Sansibar und war für dieses in Ost- und Westafrika tätig. 1860 wurde Witt als hanseatischer Konsul auf Sansibar akkreditiert, später war er in selber Stellung auch für den Norddeutschen Bund tätig. 1864 gründete Witt zusammen mit Gottlieb Leonhard Gaiser eine Firma, die in Afrika unter dem Namen Gaiser & Witt auftrat und die für Gaiser vor allem dem Einkauf von Rohstoffen organisierte. Diese übernahm von O’Swalds die 1870 die Niederlassungen in Lagos und Whydah. 1876 tat Witt sich mit Oscar Theodor Büsch (1851–1891) zusammen und gründete die Firma Witt & Büsch, die den Westafrika Handel in Lagos fortsetzte.
Witt wirkte ab 1874 vor allem von Hamburg aus und gehörte den Aufsichtsgremien der Hapag, der Hamburgische Electricitäts-Werke und der Hamburger Baugesellschaft an.
Dem Verwaltungsrat der Commerzbank gehörte Witt von 1893 bis zu seinem Tode an.
Witt gehörte von 1874–1879 und 1883–1889 der Hamburgischen Bürgerschaft an. Zuletzt als Mitglied der „Fraktion der Rechten“.

## Familie
Witt heiratet 1861 in Hohenwestedt Amalie Charlotte Nicoline Hennings (1836–1913). Ihr Sohn heiratete eine Enkelin von Georg Friedrich Vorwerk.